# Nigerska Ligue 1
Ligue 1 jest najwyższą piłkarską klasą rozgrywkową w Nigrze. Liga powstała w 1966 roku.

## Drużyny w sezonie 2011
- ASGNN Niamey
- Sahel Niamey
- Akokana Arlit
- Olympic Niamey
- Dankassawa Maradi
- AS FAN Niamey
- Urana Arlit
- ASN NIGELEC Niamey
- AS Police Niamey
- AS Douanes Niamey
- Jangorzo Maradi
- Alkali Nassara Zinder
- RFC Boukoki Niamey
- USGN Niamey
- Ader Tahoua
- Malbaza FC

## Mistrzowie
| - 1966: Secteur 6 - 1967: Secteur 6 - 1968: Secteur 6 - 1969: Secteur 6 - 1970: Secteur 6 - 1971: ASFAN Niamey - 1972: nie rozgrywano - 1973: Secteur 7 - 1974: Sahel Niamey - 1975: ASFAN Niamey - 1976: Olympic Niamey - 1977: Olympic Niamey - 1978: Olympic Niamey - 1979: nie rozgrywano - 1980: AS Niamey |  | - 1981: AS Niamey - 1982: AS Niamey - 1983: Jangorzo Maradi - 1984: Espoir Zinder - 1985: Zumunta Niamey - 1986: Sahel Niamey - 1987: Sahel Niamey - 1988: Zumunta Niamey - 1989: Olympic Niamey - 1990: Sahel Niamey - 1991: Sahel Niamey - 1992: Sahel Niamey - 1993: Zumunta Niamey - 1994: Sahel Niamey - 1995: nie rozgrywano |  | - 1996: Sahel Niamey - 1997/1998: Olympic Niamey - 1999: Olympic Niamey - 2000: JS Ténéré Niamey - 2001: JS Ténéré Niamey - 2002: nie rozgrywano - 2003: Sahel Niamey - 2004: Sahel Niamey - 2004/2005: AS-FNIS Niamey - 2005/2006: AS-FNIS Niamey - 2006/2007: Sahel Niamey - 2008: AS Police Niamey - 2009: Sahel Niamey - 2010: ASFAN Niamey - 2011: ASGNN Niamey |

## Podsumowanie
| Klub             | Liczba tytułów | Ostatni tytuł |
| ---------------- | -------------- | ------------- |
| Sahel Niamey     | 13             | 2009          |
| Olympic Niamey   | 11             | 1999          |
| AS Niamey        | 3              | 1982          |
| Zumunta Niamey   | 3              | 1993          |
| ASFAN Niamey     | 3              | 2010          |
| ASGNN Niamey     | 3              | 2011          |
| JS Ténéré Niamey | 2              | 2001          |
| Jangorzo Maradi  | 1              | 1983          |
| Espoir Zinder    | 1              | 1984          |
| AS Police Niamey | 1              | 2008          |